# Terapia di coppia per amanti (film)
Terapia di coppia per amanti è un film del 2017 diretto da Alessio Maria Federici, con protagonisti Ambra Angiolini e Pietro Sermonti.

## Trama
Modesto e Viviana sono due amanti, entrambi ingabbiati in matrimoni infelici, che decidono di sottoporsi alla terapia di coppia per decidere se continuare nella loro doppia vita o iniziarne una nuova lasciando i rispettivi coniugi.

## Distribuzione
Il primo trailer del film è stato distribuito il 25 settembre 2017.
La pellicola è uscita nelle sale cinematografiche il 26 ottobre 2017, distribuito dalla Warner Bros. Italia.

## Accoglienza

### Incassi
La pellicola ha incassato 2 milioni di euro, di cui 600.000 euro nel primo fine settimana.